# Raparigas ao Piano
Raparigas ao Piano (francês: Jeunes filles au piano) é uma pintura a óleo sobre tela do pintor impressionista francês Pierre-Auguste Renoir. Completada em 1892, a pinturas foi encomendada pelo Museu do Luxemburgo. Renoir pintou outras três versões desta composição a óleo e dois desenhos, uma a óleo e outra em pastel. Conhecidas pelo artista como repetições, elas foram realizadas para cumprir com as encomendas de comerciantes de arte e coleccionadores. Este trabalho está exposto ao público no Museu de Orsay em Paris, no Metropolitan Museum of Art em Nova Iorque e no Musée de l'Orangerie em Paris.[carece de fontes?]